# Колонна Фоки
Колонна Фоки (итал. Colonna di Foca) — колонна коринфского стиля, воздвигнутая на Римском форуме перед Рострой и посвящённая в 608 году византийскому императору Фоке (602—610). Стала последним дополнением к архитектурному комплексу Римского форума.

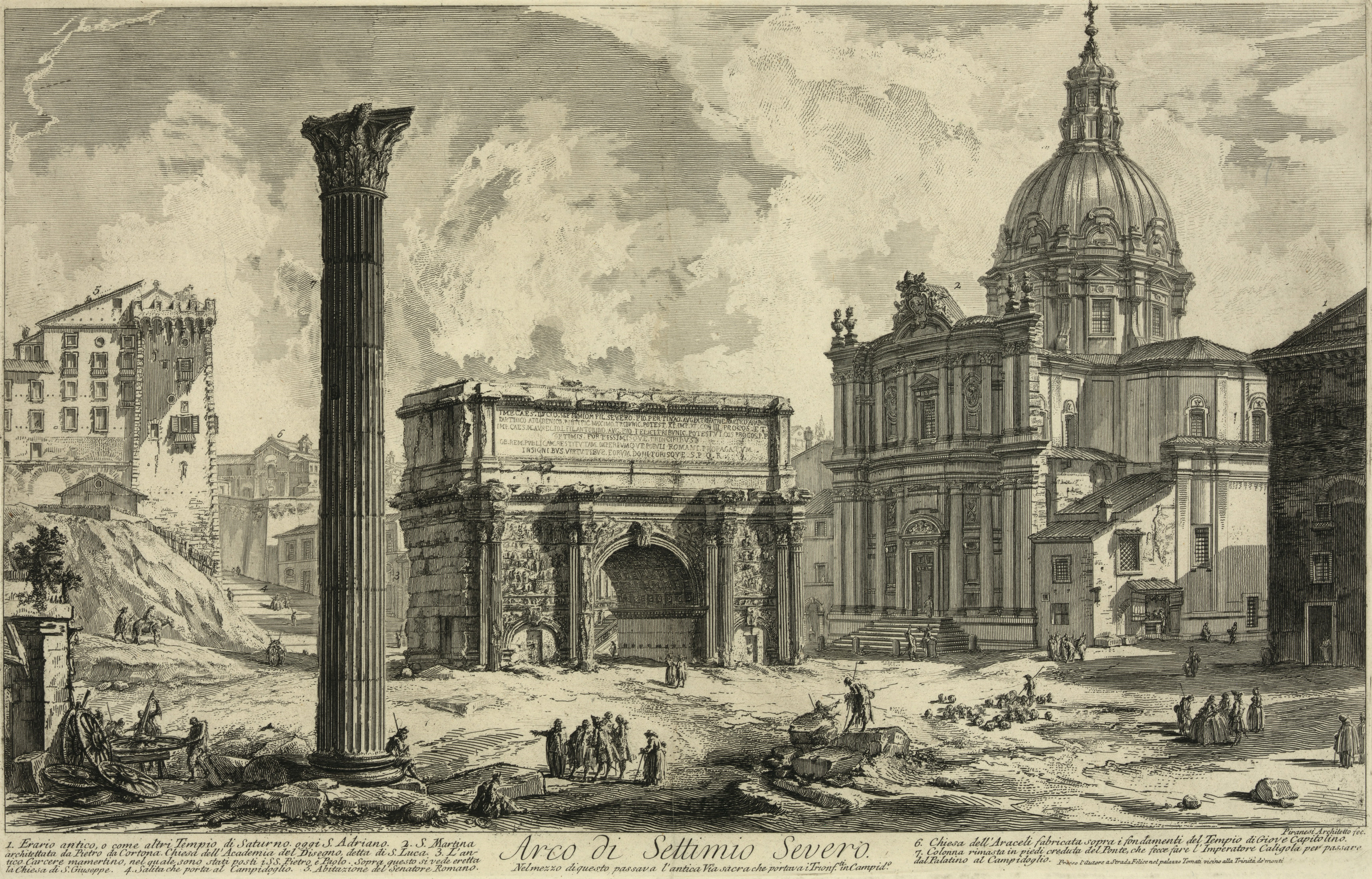
Форум. Колонна Фоки в середине XVIII в.

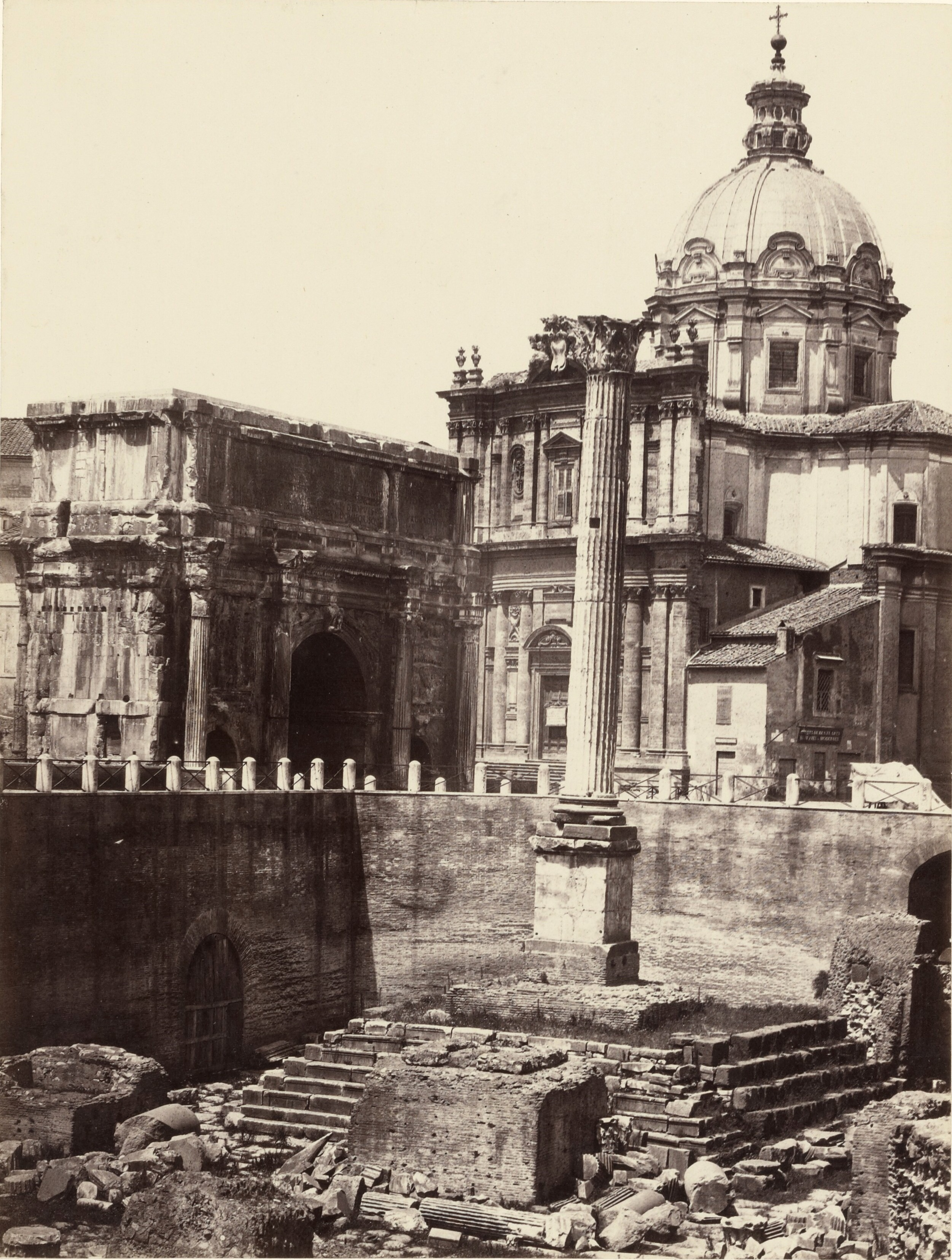
Форум. Колонна Фоки, левее — арка Септимия Севера. Фото около 1860 г.

Колонна 13,6 м высотой, созданная во II веке н. э., была установлена на четырёхугольном пьедестале из белого мрамора, первоначально использовавшемся в монументе в честь Диоклетиана. Надпись на северной его стороне сообщает, что монумент 1 августа 608 года Равеннский экзарх Смарагд посвятил Фоке:

«Наилучшему, милосерднейшему и благочестивейшему принцепсу, нашему господину Фоке, бессменному императору, богом венчанному, триумфатору, постоянному августу, Смарагд, бывший дворецкий императорского дворца, патриций и экзарх Италии, преданный его милосердию, за бесчисленные заслуги его благочестия и за спокойствие, воцарившееся в связи с проявленной по отношению к Италии заботой и сохранением свободы, эту статую его величия, сияющую блеском золота, водрузил на эту высокую колонну ради вечной его славы и освятил в первый день месяца августа, в седьмой год провозглашения господином, в пятый год после консульства его благочестия»

Колонна была поставлена на огромный постамент пирамидальной формы; на каждой стороне постамента были высечены ступени. Над высокой капителью было помещено позолоченное бронзовое изображение императора. 
Причина, по которой Фока удостоился от экзарха таких почестей, не известна. Часто ею считают благоволение Фоки римским папам, в том числе передачу Бонифацию IV Пантеона, освящённого в 609 году как церковь всех мучеников, запрет константинопольскому патриарху именоваться «Вселенским» и др.. Не исключено, что памятник был установлен в знак преданности императору Рима в то время, когда городу угрожали лангобарды, или был выражением личной признательности Смарагда Фоке, вернувшему ему власть экзарха.
В 610 году Фока был свергнут, все его изображения начали целенаправленно уничтожаться. По приказу нового императора Ираклия в конце 610 года с колонны была сброшена статуя, посвятительная надпись затёрта. В Средние века форум пришёл в запустение и был заполнен породой, смытой со склонов ближайших холмов, сама колонна оставалась целой и продолжала возвышаться над поверхностью земли, пьедестал оказался погребён под наносами. В марте 1813 года пьедестал был от них расчищен, и на нем оказалась надпись.